# Ōtani Takejirō

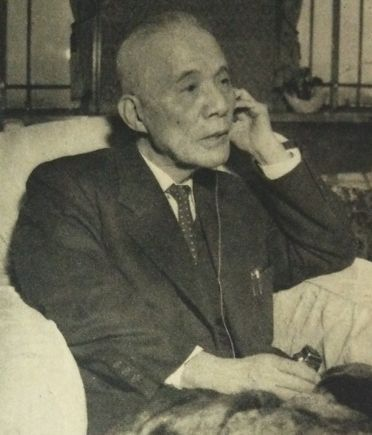
Ōtani Takejirō, 1955

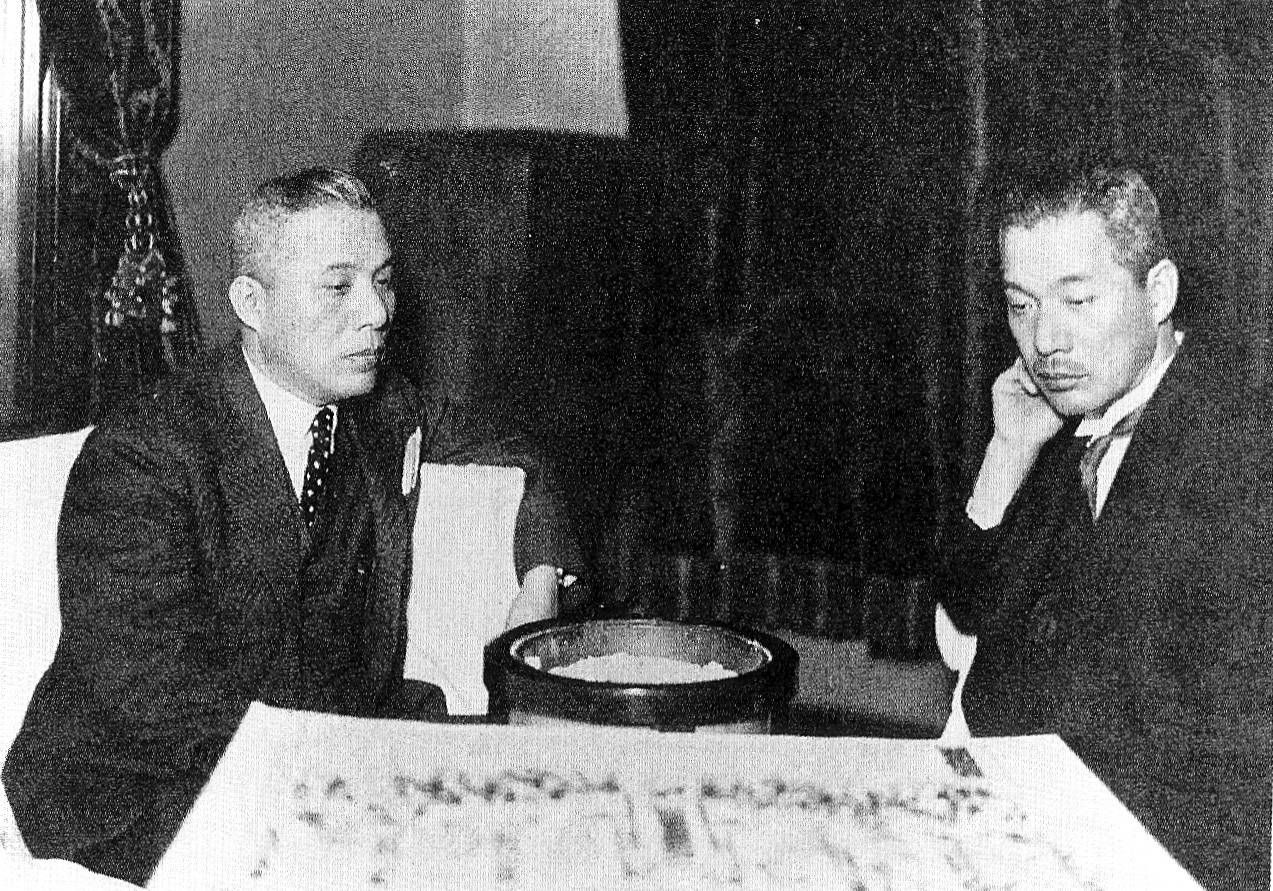
Mit Matsujirō, 1932

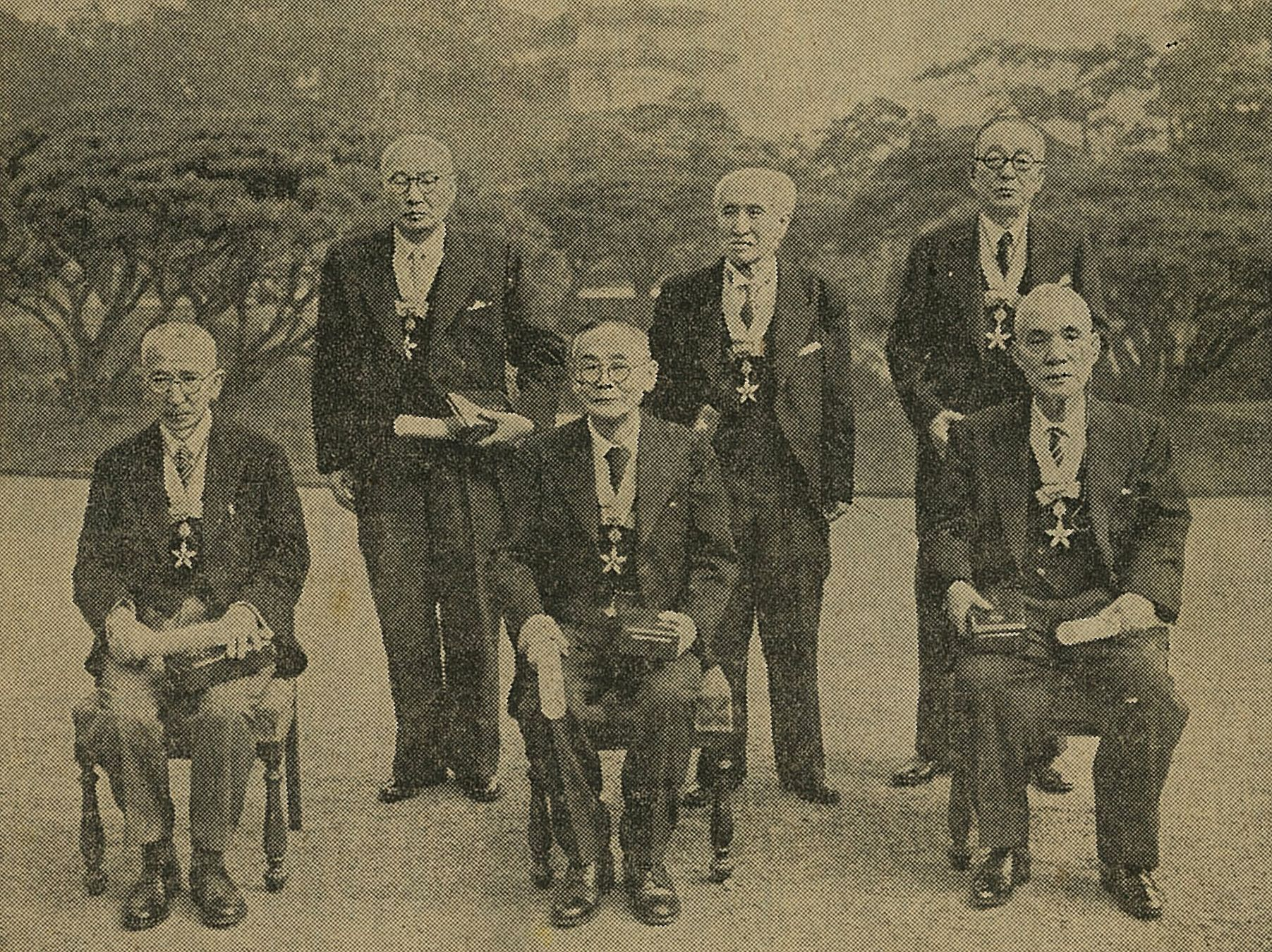
Verleihung des Kulturordens 1955

Ōtani Takejirō (japanisch 大谷竹次郎; geboren 13. Dezember 1877 in Kyōto; gestorben 27. Dezember 1969) war ein japanischer Unternehmer im Theater- und Filmbereich.

## Leben und Wirken
Ōtani Takejirō wurde als Sohn eines Kleintheater-Agenten in Kyōto geboren. Er gründete mit seinem Zwillingsbruder Matsujirō (大谷 松次郎; 1877–1951) im Jahr 1902 das Medien-Unternehmen Shōchiku, eins der ältesten weltweit. 1913 übernahm er das Management des Kabuki-Theaters von Tōkyō. Mit der Zeit übernahm er die Kontrolle über die Mehrzahl der Kabuki-, Shimpa- und Bunraku-Theater in Japan samt ihren Darstellern. 1920 fasste er Fuß in der Filmindustrie mit der Gründung der Shōchiku Kinema Co., die 1927 mit der Muttergesellschaft fusionierte.
Ōtani leistete einen Beitrag zur Bewahrung der Kabuki-Tradition und zur Entwicklung der modernen Filmindustrie in Japan. 1958 eröffnete er die „Shōchiku Ōtani Bibliothek“ (松竹大谷図書館), die Literatur zu Theater und Film sammelt und bereitstellt.
1955 wurde Ōtani als Person mit besonderen kulturellen Verdiensten geehrt und im selben Jahr mit dem Kulturorden ausgezeichnet.